# Armstrong (Ontario)
Armstrong es un municipio canadiense situado en la provincia de Ontario.

## Superficie
Armstrong tiene una superficie de 90,16 km².

## Demografía
En 2021, tenía 1199 habitantes, una densidad poblacional de 13,3 hab./km², y 523 viviendas.